# Natatolana lilliput
Natatolana lilliput är en kräftdjursart som beskrevs av Keable 2006. Natatolana lilliput ingår i släktet Natatolana och familjen Cirolanidae. Inga underarter finns listade i Catalogue of Life.